# Skawina (stacja kolejowa)
Skawina – główna stacja kolejowa w Skawinie, w województwie małopolskim, w powiecie krakowskim.
Skawina jest stacją węzłową, na której od dwutorowej linii z Krakowa Płaszowa do Oświęcimia odgałęzia się jednotorowa linia, biegnąca przez Kalwarię w kierunku Suchej Beskidzkiej.

## Ruch pasażerski
| Rok  | Wymiana pasażerska na dobę |
| ---- | -------------------------- |
| 2017 | 300-499                    |
| 2022 | 700-999                    |

Stacja posiada 6 torów głównych, z których trzy są torami głównymi zasadniczymi. Przy torach tych znajdują się 2 perony: dwukrawędziowy wyspowy oraz jednokrawędziowy, przy budynku dworca. Drugi z nich został kompleksowo zmodernizowany 2006 roku w ramach remontu Kolejowego Szlaku Jana Pawła II. Zlikwidowano wówczas również tor boczny znajdujący się bezpośrednio przy dworcu, a także wyburzono zdewastowane i nieczynne w większości budynki w pobliżu dworca, takie jak Odcinek Zabezpieczenia Ruchu Kolejowego, magazyny Odcinka Drogowego, budynek schroniska dla manewrowych, budynek działki energetycznej i toromistrza, budynek byłego ACZ i kuźni DZ, budynki magazynowe bezpośrednio przy dworcu oraz budkę wagi wagonowej znajdującej się przy torze bocznym. W pobliżu stacji znajdowała się kiedyś lokomotywownia. W większej odległości od stacji znajdują się wieże wodne, obie nieczynne.
Budynek dworca połączony jest z peronem wyspowym przez przejście nadziemne, które prowadzi również nad torami towarowymi na drugą stronę stacji. Infrastruktura ładunkowa na stacji jest dosyć rozbudowana – stanowi ją kilka torów bocznych, prowadzących m.in. do ładowni z której korzysta skup złomu. Od strony zachodniej znajduje się także wjazd na bocznicę zakładów „Vesuvius”. Ruch pociągów na stacji prowadzony jest przez dwie nastawnie: „Sk” oraz „Sk1”, które wyposażone są w urządzenia mechaniczne scentralizowane z sygnalizacją świetlną.
W 2017 roku skup złomu został przeniesiony więc ładownia jest nie używana a bocznica zakładów Vesuvius została rozebrana na terenie zakładu od jego bramy. Pozostało tylko odgałęzienie i kawałek toru prowadzący do bramy zakładu.
Poczekalnia i kasy biletowe zostały zamknięte w maju 2012 roku. W tym samym czasie na dworcu zlikwidowano także mieszkania kolejowe znajdujące się na I piętrze, biura spółki PKP Cargo oraz posterunek Straży Ochrony Kolei znajdujący się w dawnym biurze zawiadowcy stacji. Nie ma także dostępu do WC. Obecnie (2016 r.) prawie cały budynek dworca jest zamknięty.
W 2017 roku rozpoczęła się modernizacja zamkniętego i częściowo zdewastowanego budynku dworca przejętego już wcześniej  przez Miasto Skawina. Modernizacja jest częścią planu utworzenia Skawińskiego Centrum Komunikacyjnego. Aktualnie całe otoczenie dworca ulega modernizacji i jest placem budowy.
Stacja Skawina w grudniu 2017 roku stała się końcową stacją drugiej linii Szybkiej Kolei Aglomeracyjnej relacji Sędziszów/Miechów – Kraków Główny – Skawina.